# Adonis leiosepala
Adonis leiosepala là một loài thực vật có hoa trong họ Mao lương. Loài này được Butkov mô tả khoa học đầu tiên năm 1941.